# Johann Gabriel Seidl
Johann Gabriel Seidl, född 21 juni 1804 i Wien, död 18 juli 1875 där, var en österrikisk arkeolog, lyriker, berättare och dramatiker. Han skrev texten till den  österrikiska kejsarhymnen "Gott erhalte, Gott beschütze unsern Kaiser, unser Land!", samt till Die Taubenpost, den sista sången i Franz Schuberts sista sångcykel Schwanengesang.

## Verk

### Lyrik
- Schillers Manen, (1826), Wien, bei J. B. Wallishauser
- Balladen, Romanzen, Sagen und Lieder, (1826), Wien, bei J. P. Sollinger
- Lieder der Nacht, Elegien aus Alfons von Lamartine, Die Deutung, (1826), Wien, bei J. P. Sollinger
- Erzählungen, (1828), Wien, bei J. P. Sollinger
- Bifolien, (1836), Wien, bei J. P. Sollinger
- Liedertafel, (1840), Wien, bei C. Gerold
- Natur und Herz, (1853), Stuttgart, bei Hallberger

### Geografiska verk
- Wiens Umgebung, nach eigenen Wanderungen und mit Benutzung der besten und neuesten Quellen…. (1826), Wien, bei Mörschner und Jasper.
- Die untersteierische Schweiz, (1836), Graz, Steiermärkische Zeitschrift, Dritter Jahrgang, Heft I.
- Die Steinbrücke (Bild aus Untersteier), (1836), Graz, Steiermärkische Zeitschrift, Dritter Jahrgang, Heft II.
- Das St. Mareiner-Thal (Züge zu einem Rundgemälde), (1838), Graz, Steiermärkische Zeitschrift, Fünfter Jahrgang, Heft I.
- Seidl, Johann Gabriel (1847) (på tyska). Wanderungen durch Tyrol und Steyermark.. Das malerische und romantische Deutschland ; Sekt. 7. [1847]. Leipzig. Libris 3045275
- Seidl, Johann Gabriel (1840) (på tyska). Die Schweden vor Olmütz: Erzählung aus dem zweiten Viertel des 17. Jahrhunderts. Wien. Libris 10013615